# Јанко Секирник
Јанко Секирник Симон (Света Катарина, код Рогашке Слатине, 18. мај 1921 — Голник, код Крања, 14. мај 1996) био је учесник Народноослободилачке борбе, генерал-пуковник ЈНА и народни херој Југославије.

## Биографија
Рођен је 18. маја 1921. у селу Света Катарина (данас Каменце), код Рогашке Слатине. Потицао је из земљорадничке породице. Након завршене основне школе, учио је димничарски занат и похађао Стручну школу у Љубљани. После завршене школе и заната, одмах се запослио и укључио у револуционарни раднички покрет. Брзо се истакао као пропагатор револуционарних идеја међу друговима и омладином. Самостално је радио на свом личном образовању, читајући социјалну белетристику и марксистичку литературу. У току Шпанског грађанског рата, средином 1930-их, учествовао је у популарисању Шпанске републике и свестрано се залагао за помоћ шпанским добровољцима. Активно је учествовао у прикупљању прилога, растурању летака и пропагирању политике тада илегалне Комунистичке партије Југославије (КПЈ).
Непосредно пред напад Сила осовина на Југославију, априла 1941. године, као добровољац је ступио у Југословенску војску и учествовао у краткотрајном Априлском рату. Након капитулације и окупације земље, вратио се кући, где се убрзо прикључио Народноослободилачком покрету (НОП). Јула 1941. учествовао је у Љубљани у неколико диверзантских акција против италијанског окупатора, а крајем истог месеца је ступио у партизане. Као поверљивом и сналажљивом омладинцу, поверена му је дужност курира за одржавање везе између Главног штаба НОП одреда Словеније, који се налазио у окупираној Љубљани и партизанских јединица које су се стварале и изводиле акције на подручју љубљанске покрајине. Због успешно обављених задатака, на вршењу курирске дужности, августа 1941. примљен је у чланство Комунистичке партије Словеније (КПС), која се налазила у саставу Комунистичке партије Југославије (КПЈ). Током обављања курирских послова у току првих месеци Народноослободилачке борбе у Словенији, два пута је био ухапшен, али је захваљујући сналажљивости успевао да се извуче.
Децембра 1941. постао је командир вода, а ускоро и командир чете у Штајерском партизанском батаљону. У току зиме 1941/42, са својом четом водио је тешке борбе у врло неповољним условима. Приликом покушаја форсирања Саве, маја 1942, иако рањен, наставио је борбу и успешно извршио задатак јединице, због чега је био похваљен од Главног штаба НОП одреда Словеније. Као искусном борцу и старешини, јуна 1942. поверена му је дужност команданта батаљона, с којим је водио успешне борбе у Долењској, Нотрањској, Горењској и Штајерској. Са дужности команданта батаљона пребачен је на дужност оперативног официра Прве оперативне зоне Словеније, а половином 1943. примио је дужност команданта Прве штајерске бригаде. Маја 1944. преузео је дужност команданта 14. словеначке дивизије, с којом је изводио успешне подухвате у Штајерској и Савињској долини.
У току Народноослободилачког рата истицао се смелим и успешним извођењем заседа, препада, изненадних напада, али и успешним извлачењем из опасних ситуација. Био је три пута рањаван. На предлог руководства НОП Словеније, крајем 1944, као талентовани партизански командант, упућен је на школовање у Совјетски Савез, где је 1945. завршио Вишу војну академију „Ворошилов”.
Након повратка са школовања из Совјетског Савеза, започео је професионалну војну каријеру у Југословенској народној армији (ЈНА), где је обављао дужности — команданта дивизије, начелника Штаба и команданта Војног подручја, начелника Штаба армије и заменика Начелника Генералштаба ЈНА. Године 1953. завршио је Вишу војну академију ЈНА, а 1961. Ратну школу ЈНА. У чин генерал-пуковника ЈНА унапређен је 22. децембра 1974, а пензионисан је 1980. године.
Умро је 14. маја 1996. у Голнику, код Крања.
Носилац је Партизанске споменице 1941. и других југословенских одликовања, међу којима су — Орден ратне заставе, Орден братства и јединства са златним венцем, Орден партизанске звезде са сребрним венцем, Орден заслуга за народ са сребрним зрацима и три Ордена за храброст. Орденом народног хероја одликован је 20. децембра 1951. године.